# Сумчатая мышь Айткена
Су́мчатая мышь Айткена (лат. Sminthopsis aitkeni) — вид из рода узконогих сумчатых мышей семейства хищные сумчатые. Эндемик Австралии.

## Распространение
Вид обитает на острове Кенгуру в австралийском штате Южная Австралия. Населяет преимущественно западную часть острова, встречаясь на территории национального парка Флиндерс-Чейз.
Естественная среда обитания — редколесье на высоте до 270 м над уровнем моря, покрытое эвкалиптами.

## Внешний вид
Длина тела с головой колеблется от 80 до 90 мм, хвоста — от 90 до 100 мм. Вес взрослой особи — от 20 до 25 г. Волосяной покров короткий, густой и мягкий. Спина тёмно-серого цвета. Брюхо окрашено в более светлый оттенок. Морда вытянутая, заострённая. Уши большие. Задние лапы узкие. Хвост длиннее тела. В отличие от других представителей рода у сумчатой мыши Айткена в хвосте отсутствуют жировые отложения.

## Образ жизни
Ведут наземный, одиночный образ жизни. Активность приходится на ночь. День проводят в своих гнёздах. Питаются преимущественно насекомыми, а также мелкими беспозвоночными.

## Размножение
Экология вида мало изучена ввиду его крайней редкости. Период размножения длится с сентября по январь. Самцы погибают вскоре после оплодотворения самки. Самки могут выжить на второй год.